# Правило 34
Правило 34 (англ. Rule 34) — распространённый интернет-мем, утверждающий, что в Интернете существует порнография на любую возможную тему — если нечто существует, или его можно представить, значит, о нём уже есть порно. Это суждение обычно относится к рисованной порнографии на необычные темы — например, с тетрамино из «Тетриса».

## История
«Правило 34» было придумано британцем Питером Морли-Саутером (Peter Morley-Souter). Питер был поклонником комикса «Кельвин и Хоббс» и вместе с сестрой Розой рисовал собственные комиксы, обычно основанные на их повседневной жизни: обычно Питер придумывал юмористическую идею, а Роза рисовала придуманное. В 2003 году друг прислал 16-летнему Питеру по электронной почте порнопародию на «Кельвина и Хоббса» — в ней заглавные герои комикса занимались сексом с матерью Кельвина. Питер, по собственным воспоминаниям, был «глубоко травмирован» увиденным. Он знал, что в Интернете есть масса порнографии, но не мог представить, чтобы она существовала на такую невинную тему, как «Кельвин и Хоббс», и заключил, что в Интернете есть порно-версия «всего». Однопанельный комикс, который Морли-Саутер опубликовал в 2004 году через сайт для бесплатного хостинга картинок, изображал самого Питера, в потрясении сидящего с разинутым ртом перед экраном компьютера. Сам рисунок был примитивным и не получил известности, но подпись о «Правиле 34» превратилась в интернет-мем.
«Правило 34» было задним числом включено в юмористический нумерованный перечень «Правил Интернета», составленный около 2006 года; он был опубликован в сатирической вики-энциклопедии Encyclopedia Dramatica, описывающей культуру имиджборд и интернет-мемы. Более развитая версия этого списка, также включающая Правило 34, позже была опубликована на популярном имиджборде 4chan как своего рода руководство по сетевому этикету — нормам общения на 4chan и в сети в целом. Авторство этой версии приписывали администратору 4chan Кристоферу Пулу; сам Пул, впрочем, утверждал, что позаимствовал «Правила Интернета» из сообщества Gaia Online. По аналогии с Правилом 34 в списке Правил Интернета появилось и ещё несколько схожих правил с подобными номерами: «Правило 35: Если нет порно, его сделают»; «Правило 36: Всегда будет ещё более тупое дерьмо, чем то, что ты только что видел»; «Правило 63: Для каждого мужского персонажа существует женская версия этого персонажа и наоборот». В 2011 году авторы книги A Billion Wicked Thoughts Огас и Гаддам отмечали, что Правило 34 воспринимается в тогдашней онлайн-среде — блогах, на YouTube, в Twitter, социальных сетях — как некое «священное знание».
«Правило 34» отражает состояние Интернета в 2000-х годах. В 2016 году журналистка Washington Post Кейтлин Дьюи отмечала, что за прошедшие со времен веб-комикса Морли-Саутера годы и Интернет, и порноиндустрия изменились. В начале 2000-х годов с распространением домашних компьютеров и достаточно быстрого подключения к интернету множество новых пользователей Интернета открывали для себя всемирную сеть; они искали порнографию на любые возможные темы и — с расцветом первых блогов и домашних страниц — сами публиковали порнографические рисунки на любую тему. Это означало, что порнография в сети исходила из множества источников и была необычайно разнообразной. К концу 2000-х годов интернет-порноиндустрия консолидировалась вокруг сайтов-«тьюбов» наподобие XVideos и Pornhub, созданных по образу и подобию YouTube и агрегирующих порнографию из множества различных источников; в то время как пиратство сделало коммерчески невыгодной деятельность мелких производителей порноконтента, система тегов и политики администрирования «тьюбов», выносящих на первые места одни виды контента и скрывающих другие, изменила само то, как пользователи Интернета ищут и воспринимают порнографию в сети.